# Listă de ilustratori de carte

## Listă de ilustratori de carte, de caricaturiști etc
- Alain
- Constantin Alajalov
- Henry Alan
- Victor Ambrus
- Lyman Anderson
- Kurt Ard
- Peter Arno
- John Atherton
- George Barbier
- L. L. Balcom
- Carl Barks
- Perry Barlow
- Walter M. Baumhofer
- Aubrey Beardsley
- Lonie Bee
- Rudolph Belarski
- Ludwig Bemelmans
- Gail Bennett
- Clifford Benton
- Earle K. Bergey
- Ivan Bilibin
- A. Birnbaum
- Larry F. Bjorklund
- Itomi Bhaa
- Quentin Blake
- Frederick Blakeslee
- Mary Blair
- Hannes Bok
- Enoch Bolles
- Chesley Bonestell
- Lynn Breeze
- W. C. Brigham
- E. Melbourne Brindle
- Pierre Brissaud
- Brom
- Howard V. Brown
- Margaret Brundage
- R. A. Burley
- Burschi (Max Emanuel Gruder)
- Edd Cartier
- Ernest Chiriaka
- Emery Clarke
- Graham Clarke
- Harry Clarke
- John Clymer
- C. B. Colby
- Peter Connolly
- Will Cotton
- John A. Coughlin
- Fred Craft
- Kinuko Y. Craft
- George B. Cutts
- Violeta Dabija
- Whitney Darrow, Jr.
- Charles De Feo
- Gilbert Delahaye
- David Delamare
- Gerard C. Delano
- Harold S. Delay
- Julian De Miskey
- Raphael de Soto
- Elliott Dold
- Stevan Donahos
- Gustave Doré
- Leonard Dove
- Richard Doyle
- Edmund Dulac
- Albrecht Dürer
- Roger Duvoisin
- Nick Eggenhofer
- Edna Eicke
- Emsh
- Richard R. Epperly
- Eulalie
- Fred T. Everett
- Charles B. Falls
- John Falter
- Marcio Morais
- Virgil Finlay
- Anton Otto Fischer
- H. T. Fisk
- Jim Fitzpatrick
- Mary Hallock Foote
- Eugene M. Frandzen
- Marshall Frantz
- Kelly Freas
- Wendell Galloway
- Dumitru Găleșanu
- Benedict Gănescu
- Arthur Getz
- Eric Gill
- Graves Gladney
- F. R. Glass
- Nathan R. Gould
- Robert A. Graef
- Kate Greenaway
- J. Clemens Gretta
- George Gross
- Rebecca Guay
- R. G. Harris
- Florence Harrison
- Clifford Harper
- Brett Helquist
- Laurence Herndon
- C. Heurlin
- Don Hewitt
- A. L. Hicks
- Lejaren Hiller
- Helen Hokinson
- William Hogarth
- Hans Holbein cel Tânăr
- Lucille Holling
- Gayle Hoskins
- John Newton Howitt
- George Hughes
- Trina Schart Hyman
- Rea Irvin
- J. George Janes
- Robert Gibson Jones
- Martin Justice
- Ilonka Karasz
- Hokusai Katsushika
- Charles Keeping
- Laurence Housman
- Frank Kilker
- Josh Kirby
- Anatole Kovarsky
- Paul Laune
- Rick Law
- David Le Jars
- Edward Lear
- James Lewicki
- J. C. Leyendecker
- Richard Lillis
- Tom Lovell
- William Luberoff
- Eric Lundgren
- Kenneth Mahood
- Christina Malman
- Marco Marella
- Lise Marin
- Marcel Marlier
- Charles E. Martin (cem)
- Frans Masreel
- David Mattingly
- Earl Mayan
- Frank McAleer
- H. W. McCauley
- Baldy McCowan
- Dave McKean
- Duncan McMillan
- William C. McNulty
- Lon Megaree
- Stanley Meltzoff
- Mario Micossi
- Francis Miller
- Joseph Mirachi
- P. J. Monahan
- Leo Morey
- Alfons Mucha
- Stockton Mulford
- H. C. Murphy Jr.
- Wesley Neff
- Kay Nielson
- Noli Novak
- Graham Oakley
- G. C. Orde
- Ida Rentoul Outhwaite
- Sidney Paget
- Maxfield Parrish
- Howard Parkhurst
- Frank R. Paul
- Bob Peak
- Mervyn Peake
- Domingo F. Periconi
- Maud Petersham
- Miska Petersham
- Clinton Pettee
- Mary Petty
- Willy Pogany
- Beatrix Potter
- Richard M. Powers
- Michael Mathias Prechtl
- Ben Kimberly Prins
- Howard Pyle
- V. E. Pyles
- Arthur Rackham
- Alison Relyea
- Roel Renmans
- H. W. Reusswig
- James Reynolds
- Sidney Riesenberg
- Heath Robinson
- Norman Rockwell
- Hubert Rogers
- Don Rosa
- Tony Ross
- George Rozen
- Jerome Rozen
- John Ruger
- Rod Ruth
- J. Allen St. John
- Richard Sargent
- Gerald Scarfe
- Chris Schaare
- Mead Schaeffer
- J. W. Schlaikjer
- Alex Schomberg
- Remington Schuyler
- A. D. Scott
- J. W. Scott
- Ronald Searle
- Maurice Sendak
- C. C. Senf
- Amos Sewell
- Ernest Shepard
- J. Clinton Shepherd
- Gary Shipman
- Malvin Singer
- Eric Sloane
- F. W. Small
- Lane Smith
- William F. Soare
- Joseph Sokoli
- Kosntantin Somov
- Robert Stanley
- Ralph Steadman
- William Steig
- Modest Stein
- Philip Steele
- Saul Steinberg
- Dalton Stevens
- Peter Stevens
- Herbert Morton Stoops
- Allen Store
- Drew Struzan
- James Stuart
- Susanne Suba
- Chester Sullivan
- Beatrice Szanton
- Russell H. Tandy
- Tim Teebken
- Gustaf Tenngren
- Sir John Tenniel
- James Thurber
- Frank Tinsley
- J. R. R. Tolkien
- Lawrence D. Toney
- Thornton Utz
- Ed Valigursky
- Chris van Allsburg
- Alberto Vargas
- Gee Vaucher
- H. J. Ward
- Ray C. Wardel
- Jack Warren
- Emmett Watson
- Jack Welch
- George H. Wert
- H. W. Wesso
- Michael Whelan
- J. D. Whiting
- M. Coburn Whitmore
- Mike Wilks
- Garth Williams
- Edgar Franklin Wittmack
- C. Wren
- N.C. Wyeth
- Peter Welleman
- James W. Williamson
- Frank Wu
- Rudolph Zirn